# Pretcamide
La pretcamide è un'associazione di due farmaci, la cropropamide e la crotetamide, che presenta un'azione stimolante la respirazione, grazie alla sua attività diretta sul centro del respiro. Il farmaco inoltre fa aumentare la pressione parziale dell'ossigeno nel sangue arterioso. Fin da quando, nel 1953, ne furono dimostrate le proprietà analettiche respiratorie, il farmaco cominciò ad essere ampiamente utilizzato in alcuni paesi europei, e in particolare in Francia, Germania e Italia.

## Farmacocinetica
Da studi condotti su animali da esperimento si è rilevato che la pretcamide dopo somministrazione orale presenta una bassa biodisponibilità (tra il 24% e il 32%) verosimilmente come risultato sia di uno scarso assorbimento nel tratto gastrointestinale, che di un importante effetto di primo passaggio. Nei ratti l'emivita media è di circa 7 minuti per cropropamide e crotetamide, leggermente più lunga per la prima.

## Tossicità
La DL50 nel ratto è di 475 mg/kg per via endovenosa, 595 mg/kg per via intraperitoneale, 1 270 mg/kg per via sottocutanea e 2 850 mg/kg per os.

## Usi clinici
È usata come farmaco di sostegno nel trattamento di alcune malattie polmonari e insufficienza respiratoria.

## Effetti collaterali e indesiderati
Gli effetti collaterali registrati nell'uso della pretcamide sono: prurito, parestesie, starnuti, nausea, tosse. La comparsa di convulsioni è molto rara.

## Controindicazioni e precauzioni d'uso
Il farmaco è controindicato in caso di gravi malattie cardiache, epilessia o convulsioni, ipertensione arteriosa grave, coronaropatie, ipertiroidismo e feocromocitoma. La pretcamide può indurre una reazione positiva ai test antidoping praticati agli sportivi.
In corso di terapia con glucosidi cardiaci per os, il trattamento prolungato a dosi elevate di pretcamide può provocare nei pazienti anziani disturbi gastrici transitori.

## Dosi terapeutiche
La pretcamide si somministra per via orale, sotto forma di gocce o di perle, oppure per via endovenosa o intramuscolare.
La dose media, pari a 300 mg al giorno, contiene eguali quantità di cropropamide e crotetamide.

## Sovradosaggio
L'eccessiva assunzione del farmaco può comportare: eccitazione, agitazione motoria, tremori, convulsioni, cefalea, parestesie, vomito, sbadigli, starnuti, dispnea, aumento della frequenza respiratoria. Il trattamento è sintomatico.